# Poona Open 1989
Die Poona Open 1989 (auch als Lotto Trophy 1989 bezeichnet) im Badminton fanden Mitte Februar 1989 in Mortsel in Belgien statt.

## Medaillengewinner
| Disziplin    | Gold                                | Silber                             | Bronze                                |
| ------------ | ----------------------------------- | ---------------------------------- | ------------------------------------- |
| Herreneinzel | Poul-Erik Høyer Larsen              | Michael Kjeldsen                   | Ib Frederiksen                        |
| Herreneinzel | Poul-Erik Høyer Larsen              | Michael Kjeldsen                   | Pontus Jäntti                         |
| Dameneinzel  | Tang Jiuhong                        | Huang Hua                          | Christine Magnusson                   |
| Dameneinzel  | Tang Jiuhong                        | Huang Hua                          | Shi Wen                               |
| Herrendoppel | Zhang Qiang Zhou Jincan             | Steen Fladberg Jesper Knudsen      | Jan-Eric Antonsson Pär-Gunnar Jönsson |
| Herrendoppel | Zhang Qiang Zhou Jincan             | Steen Fladberg Jesper Knudsen      | Kim Moon-soo Sung Han-kuk             |
| Damendoppel  | Maria Bengtsson Christine Magnusson | Gillian Clark Sara Sankey          | Huang Hua Tang Jiuhong                |
| Damendoppel  | Maria Bengtsson Christine Magnusson | Gillian Clark Sara Sankey          | Dorte Kjær Nettie Nielsen             |
| Mixed        | Jan Paulsen Gillian Gowers          | Jan-Eric Antonsson Maria Bengtsson | Zhang Qiang Shi Wen                   |
| Mixed        | Jan Paulsen Gillian Gowers          | Jan-Eric Antonsson Maria Bengtsson | Jesper Knudsen Nettie Nielsen         |